# H.E.A.T
Gli H.E.A.T sono un gruppo hard rock svedese formatosi ad Upplands Väsby nel 2007 dall'unione dei componenti di due band, i Dream (Jona Tee, Dave Dalone, Kenny Leckremo) e i Trading Fate (Don Crash, Jimmy Jay, Eric Rivers).
Inizialmente guidata dal cantante Kenny Leckremo, poi tornato in formazione dopo l'uscita dal gruppo del cantante Erik Grönwall per motivi di salute.
Il suono heavy della band è fortemente influenzato da gruppi rock melodici del passato.

## Storia
La band ha firmato un contratto con l'etichetta discografica StormVox di Peter Stormares e nel 2008 è stato pubblicato l'album di debutto "H.E.A.T."
Il secondo album, intitolato "Freedom Rock", è uscito nel 2010 con la stessa etichetta discografica.
Sono stati guest di apertura dei Toto, Sabaton e Alice Cooper, esibendosi allo Sweden Rock Festival.
Sono stati inoltre premiati con il premio Årets Nykomlingar, un premio assegnato dalla stazione radio svedese P4 Dist per il miglior nuovo artista dell'anno votato dagli ascoltatori.
Nel 2009, la band ha suonato al en Melodifestival2009, la qualificazione svedese all'annuale Eurovision Song Contest, arrivando al round finale con la canzone "1000 miles".
La band ha anche girato l'Europa aprendo concerti di Edguy nel gennaio 2009.
Il cantante Kenny Leckremo ha lasciato la band dopo aver suonato il 27 luglio al Gröna Lund.
Il 21 agosto hanno dichiarato che il nuovo cantante sarà Erik Grönwall e con lui hanno pubblicato il loro terzo album in studio "Address The Nation" uscito il 28 marzo 2012.
Il primo singolo dall'album è stato "Living On The Run".
Questo primo album con il nuovo cantante Erik Grönwall è apparso in molti dei 10 migliori siti di musica sul web ricevendo una recensione del 98% su Melodicrock.com.
Il 2014 ha visto il ritorno del tanto atteso nuovo album "Tearing Down the Walls" e nell'ottobre dello stesso anno la band è stata protagonista dell'ultimo concerto Firefest al Rock City di Nottingham, nel Regno Unito.
All'inizio di ottobre 2016, il chitarrista Eric Rivers, ha annunciato la sua partenza dalla band e quasi 2 settimane dopo è stato annunciato che l'ex chitarrista Dave Dalone lo avrebbe sostituito tornando nella band dopo la sua dipartita nel 2013.
Hanno pubblicato il loro quinto album in studio "Into The Great Unknown" il 20 settembre 2017, il terzo con il cantante Erik Grönwall. Dave Ling di Classic Rock Magazine ha pubblicato la seguente citazione nella sua recensione di quest'ultimo album: "Hanno appena realizzato l'album più completo della loro carriera"
Il 21 febbraio 2020 pubblicano H.E.A.T. II tornando al loro suono più pesante e alle recensioni molto positive.
Il 30 ottobre 2020 la band ha annunciato, tramite la sua pagina Facebook ufficiale, che il cantante originale Kenny Leckremo si è unito alla band sostituendo il cantante uscente Erik Grönwall.

## Formazione

### Formazione attuale
- Kenny Leckremo – voce (2007-2010, 2020-presente)
- Dave Dalone – chitarra (2008-2013, 2017-presente)
- Jona Tee – tastiere (2007-presente)
- Jimmy Jay – basso (2007-presente)
- Don Crash – batteria (2007-presente)

### Ex componenti
- Erik Grönwall – voce (2010-2020)
- Eric Rivers – chitarra (2007-2016)

## Discografia

### Album in studio
- 2008 – H.E.A.T
- 2010 – Freedom Rock
- 2012 – Address the Nation
- 2014 – Tearing Down the Walls
- 2017 – Into the Great Unknown
- 2020 – H.E.A.T II
- 2022 – Force Majeure
- 2023 - Extra Force
- 2025 - Welcome to the Future

### Album dal vivo
- 2015 – Live in London
- 2019 - Live at Sweden Rock

### EP
- 2010 – Beg, Beg, Beg
- 2014 – A Shot at Redemption

### Singoli
- 2009 – 1000 Miles
- 2009 – Keep on Dreaming
- 2010 – Beg, Beg, Beg
- 2012 – Living on the Run